# 262e division d'infanterie
Pour les articles homonymes, voir 262e division.
La  262e division d'infanterie (en allemand : 262. Infanterie-Division ou 262. ID) est une des divisions d'infanterie de l'armée allemande (Wehrmacht) durant la Seconde Guerre mondiale.

## Historique
La 262. Infanterie-Division est formée le 26 août 1939 à Vienne, dans le Wehrkreis XVII, avec du personnel d'unités de réserve à la suite de la 4. Welle (4e vague de mobilisation).
Elle prend part aux opérations sur le Front de l'Ouest, avançant sur la ligne Maginot avec la 1. Armee pour se retrouver en France en mai 1940. Puis elle est transférée sur la Pologne de septembre 1940 à mai 1941.
En juin 1941, elle participe à l'opération Barbarossa au sein de l'Heeresgruppe Süd dans la 17. Armee et combat aux portes de Moscou au sein de l'Heeresgruppe Mitte.
Toute l'année 1942 jusqu'en août 1943, elle est peu engagée, restant dans le secteur d'Orel, toujours au sein de l'Heeresgruppe Mitte. Puis elle est envoyée dans le champ de bataille de Koursk où elle subit de lourdes pertes, y compris lors de sa retraite.
Elle est dissoute en novembre 1943. Son état-major, ses unités d'intendances et de transmissions sont utilisés pour former la 277. Infanterie-Division, tandis que les autres éléments survivants de la division sont utilisés pour former le Divisions-Gruppe 262 qui est assigné au Korps-Abteilung D.

## Organisation

### Commandants
| Date                                   | Grade                  | Commandant           |
| -------------------------------------- | ---------------------- | -------------------- |
| 1er septembre 1939 - 15 septembre 1942 | General der Artillerie | Edgar Theißen        |
| 15 septembre 1942 - 1er juillet 1943   | Generalleutnant        | Friedrich Karst (en) |
| 1er juillet 1943 - 15 octobre 1943     | Generalleutnant        | Eugen Wößner         |

### Officiers d'opérations (Generalstabsoffiziere (Ia))
| Date                               | Grade               | Commandant                                 |
| ---------------------------------- | ------------------- | ------------------------------------------ |
| 26 août 1939 - 1er juin 1940       | Hauptmann i.G.      | Wilhelm Haidlen                            |
| 1er juin 1940 - 10 juillet 1943    | Hauptmann i.G.      | Ulrich Varnbüler von und zu Hemmingen (de) |
| 10 juillet 1943 - 15 novembre 1943 | Oberstleutnant i.G. | Richard Euler                              |

## Théâtres d'opérations
- West Wall : septembre 1939 - juin 1941
- Front de l'Est, secteur Sud : juin 1941 - Septembre 1941
- 1941 - 1942 : Opération Barbarossa
  - 22 octobre 1941 au 22 janvier 1942 : Bataille de Moscou
- Front de l'Est, secteur Centre : septembre 1941 - octobre 1943

## Ordres de bataille
- Infanterie-Regiment 462
- Infanterie-Regiment 482
- Infanterie-Regiment 486
- Artillerie-Regiment 262
  - I. Abteilung
  - II. Abteilung
  - III. Abteilung
  - IV. Abteilung
- Pionier-Bataillon 262
- Feldersatz-Bataillon 262
- Panzerabwehr-Abteilung 262
- Aufklärungs-Abteilung 262
- Infanterie-Divisions-Nachrichten-Abteilung 262
- Infanterie-Divisions-Nachschubführer 262